# Waldemar da Costa
Waldemar da Costa (Belém do Pará, 1904 — Rio de Janeiro, 1982) foi um professor e importante pintor modernista luso-brasileiro.
Aos seis foi com a família para Lisboa. Em 1924 ingressou na Escola Superior de Belas Artes mas, descontente com o academicismo da instituição, abandonou-a e seguiu para Paris. De volta ao Brasil, em 1937 fundou a Família Artística Paulista, junto de Rossi Osir, Vittorio Gobbis e Paulo Mendes de Almeida, dirigindo-a em 1939.
Lecionou em diversas instituições do Brasil e Portugal. Em 28 de fevereiro de 1961 foi agraciado com o grau de Cavaleiro da Ordem do Infante D. Henrique pelo governo português, e assumiu o cargo de assessor do adido cultural da Embaixada do Brasil em Lisboa. Dois anos depois viajou para a Itália como bolsista pela Fundação Calouste Gulbenkian.
Expôs em importantes eventos, como no Salão do Sindicato dos Artistas Plásticos de São Paulo, nas edições entre 1939 e 1948; na Divisão de Arte Moderna do Salão Nacional de Belas Artes, no Rio de Janeiro, em 1941 e 1944; e na Bienal Internacional de Arte de São Paulo, nas edições entre 1951 e 1975.

## Acervos

### Brasil
- São Paulo

Acervo da Pinacoteca do Estado de São Paulo
Biblioteca Municipal Mário de Andrade
Coleção Museu de Arte Contemporânea da Universidade de São Paulo
Coleção Museu de Arte Moderna de São Paulo
- Rio de Janeiro

Museu Nacional de Belas Artes

### Portugal
- Lisboa

Museu Calouste Gulbenkian da Fundação Calouste Gulbenkian